# Johannes Hertelius

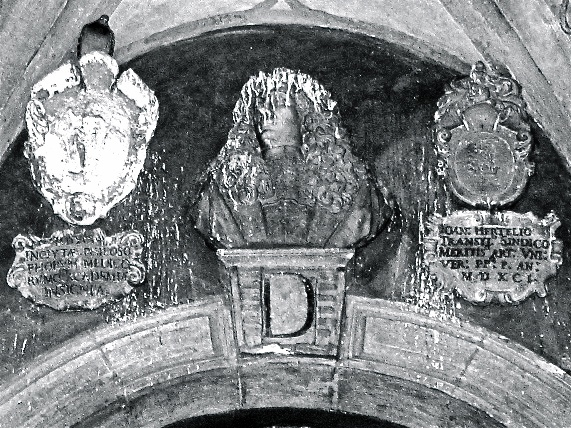
Büste von Johannes Hertelius (1591) an der Universität Padua

Johannes Hertelius, auch Hertel (* 1565 in Klausenburg; † 1612 in Klausenburg), war ein siebenbürgischer Mediziner, fürstlicher Leibarzt von Sigismund Báthory in Weißenburg und Stadtarzt von Klausenburg.

## Leben
Er wurde 1565 als jüngster Sohn (von vier bekannten Kindern) des protestantischen Theologen Franz David Hertel in Klausenburg geboren. Sein Vater war ein protestantischer Glaubenserneuerer und Gründer der antitrinitarischen (unitarischen) Kirche Siebenbürgens und deren erster Superintendent. Nach Verlust der Eltern und des älteren Bruders David Hertelius (1560–1582) lebte Johannes in der Obhut des Oderheller Königsrichters Farkas Kornis in Homoródszentpál.
Hertelius studierte an der Juristischen Universität zu Padua, die er am 29. November 1586 verließ, um seine Studienreise in Basel fortzusetzen. Seine theologische Disputation beim kalvinischen Theologen Johann Jakob Grynaeus erschien im Jahr 1587 im Druck. Am 15. September 1587 war er an der kalvinischen Universität in Heidelberg immatrikuliert. 1589 kehrte Hertelius nach Padua zurück, um sich dort dem Medizinstudium zu widmen. Er hatte dort hohe akademische Ämter (Procurator und Syndicus) der Deutschen Studentennation inne, zu der damals u. a. auch Ungarländer und Siebenbürger gehörten. 1591 promovierte Hertelius zum Doktor der Philosophie und der Medizin und genoss hohes Ansehen. Davon zeugt seine Gedenkbüste und eine Gedenktafel im Palazzo del Bo der altehrwürdigen Universität.
Hertelius interessierte sich für Botanik und stand in Kontakt zu namhaften Humanisten und Botaniker seiner Zeit, wie Gian Vincenzo Pinelli und Carolus Clusius und bemühte sich um die Stelle des Leiters des Botanischen Gartens der Universität Padua, wo er etwa ein halbes Jahr lang 1592/93 neben Professor Giacomo Antonio Cortusi/Cortuso (1513–1603) als Assistent und Aufseher des Botanischen Gartens wirkte. Die von ihm begehrte Stelle wurde jedoch 1593 von der Universität dem venezianischen Arzt und namhaften botanischen Forscher Prospero Alpini (1553–1617) übertragen. In dieser Zeit hielt er sich vorübergehend in Wien auf.
Während seiner Paduaner Jahre stand er auch in enger Beziehung zu dem namhaften Mathematiker, Geographen und Astrologen Giovanni Antonio Magini (1555–1617), dem er aktuelle und zuverlässige Angaben über die Geographie, Geologie, Flora und Fauna sowie Kultur und Geschichte seiner Heimat zur Verfügung stellte. Diese Angaben wurden von Magini in seine Neuauflage des Geographiae Universae tum veteris tum novae absolutissimum opus von Claudius Ptolemäus (Venedig 1596) – unter Angabe ihrer Herkunft – voll übernommen. Hertelius trug somit indirekt zur Verbreitung von Kenntnissen über Siebenbürgen in der naturwissenschaftlichen Fachliteratur der Frühen Neuzeit bei. Das hoch geschätzte Erdkundekompendium Geographia von Ptolemäus erlebte noch mindestens 20 Auflagen und eine große Verbreitung weltweit.
Johannes Hertelius kehrte vermutlich 1594/95 in die Heimat zurück und fand Aufnahme als Leibarzt am Hof des siebenbürgischen Fürsten Sigismund Báthory in Weißenburg (Alba Iulia). Als Anerkennung für seine ärztlichen und diplomatischen Verdienste wurde er von seinem Dienstherrn 1598 mit dem siebenbürgisch-sächsischen Dorf Gergeschdorf im Weißenburger Komitat auf Lebzeit belehnt. Nach Abdanken des Fürsten (1600) lebte Hertelius (spätestens ab 1601) in seiner Heimatstadt Klausenburg. Hier wurde er zum Nachfolger des Stadtarztes (Stadtphysikus) Bernard Jacobinus (Jekel) und bald darauf auch zum „Hundertmann“ (Stadtrat) gewählt. Er war verheiratet, jedoch ist über seine Klausenburger Jahre sowie über seine ärztliche, botanische und evtl. literarische Tätigkeit bislang nichts bekannt.

## Werke
- Didaskalia de nobili dicto Davidis: Justus ut palma florebit: tanquam Cedrus in Libano crescet (Erörterung über den berühmten Psalm Davids [92,13]: Der Gerechte wird grünen wie ein Palmbaum; er wird wachsen wie eine Zeder auf dem Libanon), Universität Basel 1587.